# Separations
Albums de Pulp
Freaks
(1987) Intro
(1993)
Singles
1. My Legendary Girlfriend
Sortie : 12 mars 1991
2. Countdown
Sortie : 22 aout 1991

Separations est le troisième album du groupe de pop britannique Pulp.  Il est le dernier publié par le label indépendant Fire Records. Le groupe signera deux ans plus tard chez Island Records (le label de U2, entre autres), et sera par conséquent distribué à une plus large échelle. Le titre My Legendary Girlfriend a été nommé "Single of the week" (single de la semaine) par le très populaire magazine musical anglais NME. My Legendary Girlfriend et She's Dead sont les deux seules chansons à avoir été régulièrement interprétées en concert par le groupe.

## Historique
Enregistré entre 1989 et 1990, l'album a, dans un premier temps, été publié en France sur le label indépendant Rosebud Records. Pulp ne rencontrait alors qu'un très faible auditoire dans son pays. Promu par Bernard Lenoir, dans le cadre de son émission, L'Inrockuptible, et par le magazine Les Inrockuptibles (Pulp est programmé au festival Les Inrockuptibles en octobre 1991), le groupe rencontre ses premiers succès publics. L'album sortira finalement en juillet 1992 en Angleterre.

## Liste des pistes
1. Love Is Blind
2. Don't You Want Me Anymore?
3. She's Dead
4. Separations
5. Down By The River
6. Countdown
7. My Legendary Girlfriend
8. Death II
9. This House Is Condemned
10. Death Goes To The Disco Bonus réédition
11. Is This House? Bonus réédition
12. Countdown (Extended Version) Bonus réédition
13. Death Comes To Town Bonus réédition

## Musiciens
- Jarvis Cocker - chant, guitare
- Russell Senior - guitare, violon
- Candida Doyle - claviers
- Steve Mackey - basse
- Nick Banks - batterie

## Singles extraits de l'album
- My Legendary Girlfriend / Is This House? / This House Is Condemned (remix)
- Countdown (radio edit) / Death Goes To The Disco / Countdown (extended)